# Utetheisa assumptionis
Utetheisa assumptionis är en fjärilsart som beskrevs av Embrik Strand 1919. Utetheisa assumptionis ingår i släktet Utetheisa och familjen björnspinnare. Inga underarter finns listade i Catalogue of Life.